# Осада Сеуты (1694—1727)
Осада Сеуты (1694—1727) (исп. Sitio de Ceuta (1694-1727)) стала самой продолжительной из всех осад данного города, а также самой продолжительной из всех известных городских осад в мировой истории, благодаря чему и получила альтернативное название «Tридцатилетней осады», которая значительно превзошла осаду Кандии, длившуюся 21 год. Проходила в два этапа: 1694—1720 и 1721—1727 гг. Завершилась победой Испании над осаждавшими войсками марроканского султана. Одним из наиболее заметных последствий осады Сеуты стала окончательная испанизация города, основным языком которого до начала XVIII долгое время был португальский.

## Предыстория
Марроканский султан Мулай Исмаил ибн Шериф создал в северо-западной части Африки жизнеспособное и централизованное исламское государство, взявшее курс на окончательное вытеснение иберийцев из Магриба. Иберийская уния прекратила своё существование в 1640 году. Однако большинство европейских поселений Северной Африки, основанных, завоёванных и заселённых португальцами (кроме Мелильи) на всём протяжении XV века, после распада унии взяло курс на вхождение в состав Испании, а не на возвращение в состав Португалии, которая продолжала их оспаривать. Оба государства были ослаблены не только междоусобицей, но и общим экономическим упадком, вызванным в том числе усилением конкуренции со стороны английской и голландской военно-экономической модели. Кроме этого, как Испания, так и Португалия предпочитали вкладывать свои скудеющие ресурсы в освоение более доходных американских и азиатских колоний в ущерб своим магрибским владениям.
После разрыва Иберийской унии Испания сильно ослабла: с 1648 по 1715 годы турки-османы постепенно отбили у венецианцев весь Крит при практически полном бездействии Испании, а также при поддержке местных вождей постепенно отбили у неё же все испанские владения в Тунисе и Триполитании.
Этой ситуацией решил воспользоваться новый марокканский султан. В 1681 году он отнял у испанцев Аль-Мамуру. В 1684 году под его власть перешел переданный португальцами англичанам, но вскоре оставленный ими Танжер. В 1689 году марокканцы взяли испанский Лараш, в 1691 году пала испанская Арсила. Таким образом, за короткий срок всё атлантическое побережье Марокко, за исключением занятого португальцами Мазагана, было почти полностью освобождено от ещё недавно господствовавших здесь христиан. Средиземноморские города Мелилья, Сеута, а также небольшие острова Пеньон де Альхусемас и Пеньон де Велес, несмотря на постоянные осады султанской армии, продолжали отстаивать испанцы.

## Ход осады

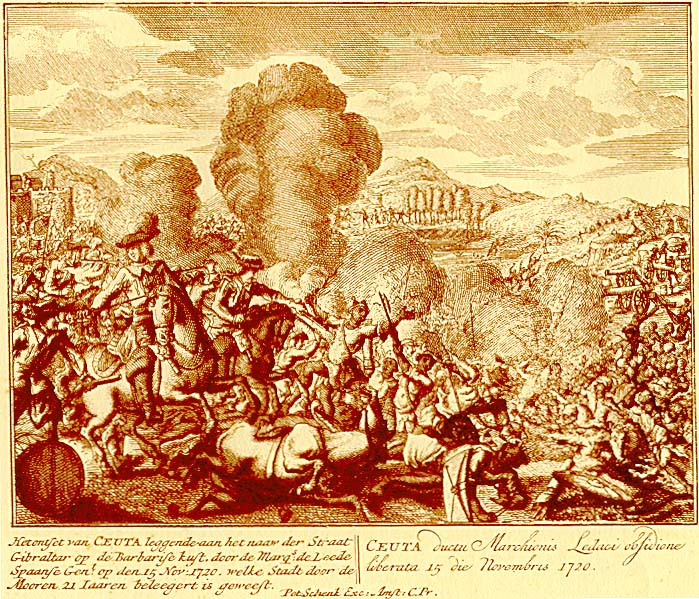
Маркиз де Леде при отражении атаки осаждавших.

Самой значимой из оставшихся в руках христиан крепостей была Сеута, контролировавшая вход в Гибралтарский пролив. В 1694 году марокканский султан при поддержке англичан и голландцев начинает самую длительную осаду не только в истории Сеуты, но и в мировой истории. Первым на помощь осаждённым пришёл португальский флот. Однако большинство горожан усмотрели в этом попытки Португалии вернуть город под свой контроль, из-за чего португальский флот удалился, не вступив в бой с сухопутными войсками Марокко. В июле 1695 года, воспользовавшись густым туманом, марокканцы даже временно успели захватить Военную площадь города, но вскоре были выбиты оттуда местными защитниками.
В 1704 британцы отнимают у Испании Гибралтар, из которого осаждённое гражданское население Сеуты получало провизию. Как следствие голода и лишений усилившейся осады, большинство старых португалоязычных семей из числа гражданских жителей Сеуты постепенно перебирается в Кастилию.
Утрата всех испанских владений в Италии к 1715 году привела к высвобождению значительного количества войск на восточном фронте, 16 000 из которых были к 1720 г. переброшены на защиту Сеуты, ставшей фактически новым рубежом страны. В 1720 году осада прекращается на несколько месяцев, но затем возобновляется, постепенно ослабевая, вплоть до смерти султана в 1727 году. После окончательного снятия осады в 1727 году обезлюдевший город был фактически заново заселён кастильскими военными и их семьями, к которым в XIX веке добавилась новая волна переселенцев из Андалусии. Таким образом, в ходе осады португальский язык вышел из употребления, a на смену ему пришёл испанский. Впоследствии Сеута ещё несколько раз осаждалась марокканцами, но ни одна из последующих осад не могла сравниться с данной по интенсивности.